# The Sky of Mind
The Sky of Mind je debutové album Raye Lynche, vydané roku 1983.

## Album

### Seznam stop
1. "Quandra" – 9:17
2. "Good News" – 6:23
3. "The Temple" – 8:04
4. "Too Wounded" – 9:05
5. "Pavane" – 6:50
6. "Green Is Here" – 5:45

### Osoby
- Ray Lynch: klávesy, piano & kytara
- Van Thanh Nguyen: Tibetské zvony
- Beverly Jacobs: Flétna
- Eric Leber: Rekordér
- Adam Trombly: Tambura
- Julie Feldman: Violončelo
- Rick Concoff: Viola
- Ginny Leber, Sylvia Hayden, Antonina Randazzo: Hlasy

### Produkce
- Mixáž: Stephen Hart & Ray Lynch